# Bahamaboomklever
De bahamaboomklever (Sitta insularis) is een zangvogel uit het geslacht Sitta. De vogel werd in 1931 door de Amerikaanse ornitholoog James Bond (niet helemaal toevallig ook de naam van een bekende fictieve spion uit het werk van Ian Fleming) als ondersoort S. pusilla insularis van de bruinkopboomklever geldig beschreven. Het is een ernstig bedreigde vogelsoort op de Bahama's.

## Kenmerken
De vogel is 10,5 cm lang en lijkt sterk op de bruinkopboomklever. Er zijn kleine verschillen in de onderlinge verhoudingen van de snavellengte en vleugellengte en de geluiden van de twee soorten vertonen duidelijk zichtbaar te maken verschillen die niet op toeval berusten. Daarom staat dit taxon sinds 2021 op de IOC World Bird List als soort.

## Verspreiding en leefgebied
Deze soort komt voor op het eiland Grand Bahama in oude naaldbossen met in Pinus caribaea. In 1969 was het nog een algemene soort. In 2016 vernietigde de orkaan Matthew grote oppervlakten bos. Volgens een schatting uit 2019 is daarna de populatie van deze boomklevers met 90% in aantal afgenomen. De resterende populatie wordt geschat op hoogstens 50 volwassen vogels. Verder wordt het bestaan van deze endemische vogelsoort bedreigd door concurrentie met en predatie door ingevoerde vogels en zoogdieren. Daarom staat de vogel als ernstig bedreigd (kritiek) op de Rode Lijst van de IUCN.